# 仙台市立虹の丘小学校
仙台市立虹の丘小学校（せんだいしりつ にじのおかしょうがっこう）は、宮城県仙台市泉区虹の丘1丁目にある公立小学校である。

## 概要
虹の丘団地内の人口増に伴い、黒松小学校だけでは対応できなくなり、新設の虹の丘小学校が開校した。

## 沿革
出典
- 1986年（昭和61年）
  - 4月1日 - 泉市立黒松小学校より分離し、泉市立虹の丘小学校として開校。
  - 4月8日 - 記念植樹（校木:銀杏）。
  - 7月11日 - プール完成。
  - 11月22日 - 虹の丘小学校校歌発表会開催し、この日（11月22日）を開校記念日と定めた。
- 1988年（昭和63年）3月1日 - 泉市の仙台市への合併により、仙台市立虹の丘小学校と改称。
- 1989年（平成元年）7月25日 - 校舎増築工事4教室開始。
- 1990年（平成2年）3月27日 - 校舎増築工事4教室竣工。
- 1991年（平成3年） - 同窓会設立総会開催。開校5周年記念式典挙行。
- 1994年（平成6年）
  - 3月9日 - 虹色児童会の歌制定。
  - 5月12日 - 身障者用トイレ・スロープ設置。
- 1996年（平成8年） - 開校10周年記念式典挙行。
- 1997年（平成9年）4月1日 - 情緒障がい学級開設。
- 1998年（平成10年）3月31日 - コンピュータ室開設。
- 2002年（平成14年）
  - 3月1日 - 校内LAN設置。
  - 4月1日 - 知的障がい学級開設。
- 2004年（平成16年）4月1日 - 2教室増設。
- 2006年（平成18年） - 開校20周年記念式典挙行。
- 2007年（平成19年）5月18日 - 東側・西側屋上工事。
- 2008年（平成20年） - 校内LAN整備。パソコン更新。
- 2010年（平成22年）3月31日 - 大型テレビ全教室に配置。
- 2014年（平成26年）11月21日 - 体育館フロア・ウレタン塗装。
- 2015年（平成27年）
  - 7月24日 - 防災対応型太陽光発電システム工事。
  - 時期不明 - 受水槽改修（高架水槽解体）工事。
- 2016年（平成28年） - 開校30周年記念式典挙行。
- 2018年（平成30年）
  - 時期不明 - 職員用パソコン更新。
  - 9月1日 - タブレット導入し、運用開始。
- 2020年（令和2年） - 普通教室にエアコン設置。
- 2021年（令和3年） - 児童用タブレット端末導入。
- 2022年（令和4年） - プール底修繕工事。
- 2023年（令和5年） - 児童センター仮移転（3月まで）。

## 児童数
2024年（令和6年）5月1日時点
| 学年 | 1年 | 2年 | 3年 | 4年 | 5年 | 6年 | 個別 （特別支援） | 合計 |
| ---- | --- | --- | --- | --- | --- | --- | ----------------- | ---- |
| 学級 | 2   | 2   | 2   | 2   | 2   | 1   | 2                 | 13   |
| 児童 | 38  | 49  | 40  | 52  | 41  | 31  | 9                 | 260  |

## 学区
出典
- 上谷刈6丁目（9番、10番の一部）
- 虹の丘1丁目（全域）
- 虹の丘2丁目（全域）
- 虹の丘3丁目（全域）
- 虹の丘4丁目（全域）
- みずほ台（6～38番、53番以降）
- 上谷刈（字小堤、字治郎兵衛下(1～69番、74～78番)、字橋元、字丸太(3番、5番、7番の一部、10番、23番、24番、44番の一部、45～47番、51番以降)、字丸太道添）

## 進学先中学校
出典
- 上谷刈6丁目（9番、10番の一部）
- 加茂中学校へ進学する。

## 周辺
- 特別養護老人ホーム泉陵虹の苑 - 敷地が隣接。
- 仙台市立虹の丘一丁目公園 - 敷地が隣接。
- 仙台市虹の丘コミュニティ防災センター - 特養ホーム泉陵虹の苑と虹の丘児童センターの間に所在。
- 仙台市虹の丘児童センター - 虹の丘一丁目公園に隣接。
- 東北生活文化大学

## アクセス
- 宮城交通バス「虹の丘団地線」で、「虹の丘一丁目」停留所下車後、徒歩約385m・約6分。